# Girls on Film (Girls Aloud)
Girls on Film è il primo DVD del gruppo musicale pop britannico Girls Aloud, pubblicato il 13 giugno 2005 dall'etichetta discografica Polydor.
La pubblicazione contiene numerose partecipazioni televisive, video musicali e immagini tratte del dietro le quinte degli spettacoli dal vivo eseguiti dalle cantanti, registrate tra il 2002 e il 2005.

## Tracce
1. The Show (MTV Special)
2. Love Machine (MTV Special)
3. Here We Go (MTV Special)
4. Sound of the Underground (MTV Special)
5. I'll Stand by You (MTV Special)
6. Jump (MTV Special)
7. Q&A Fan Session (MTV Special)
8. Sound of the Underground (Video musicale)
9. No Good Advice (Video musicale)
10. Life Got Cold (Video musicale)
11. The Show (Video musicale)
12. Love Machine (Video musicale)
13. Jump (Video musicale)
14. I'll Stand by You (Video musicale)
15. Wake Me Up (Video musicale)
16. No Good Advice (Dietro le quinte)
17. Love Machine (Dietro le quinte)
18. I'll Stand by You (Dietro le quinte - Hit 40 UK)
19. The Show (Dietro le quinte)
20. Outdoor Adventure (tratto da CD:UK)
21. No Good Advice (Da CD:UK)
22. Life Got Gold (Da Popworld)
23. Mars Attack (Da Top of the Pops)
24. Wake Me Up (Da Top of the Pops)
25. Love Machine (Da Top of the Pops)
26. Christmas TV ad Easter Egg